# Реставрація (політика)
Реставра́ція політи́чна — відновлення попереднього суспільного устрою, як правило, повернення до правління старої династії, усуненої внаслідок революції.

## Реставрація в історії

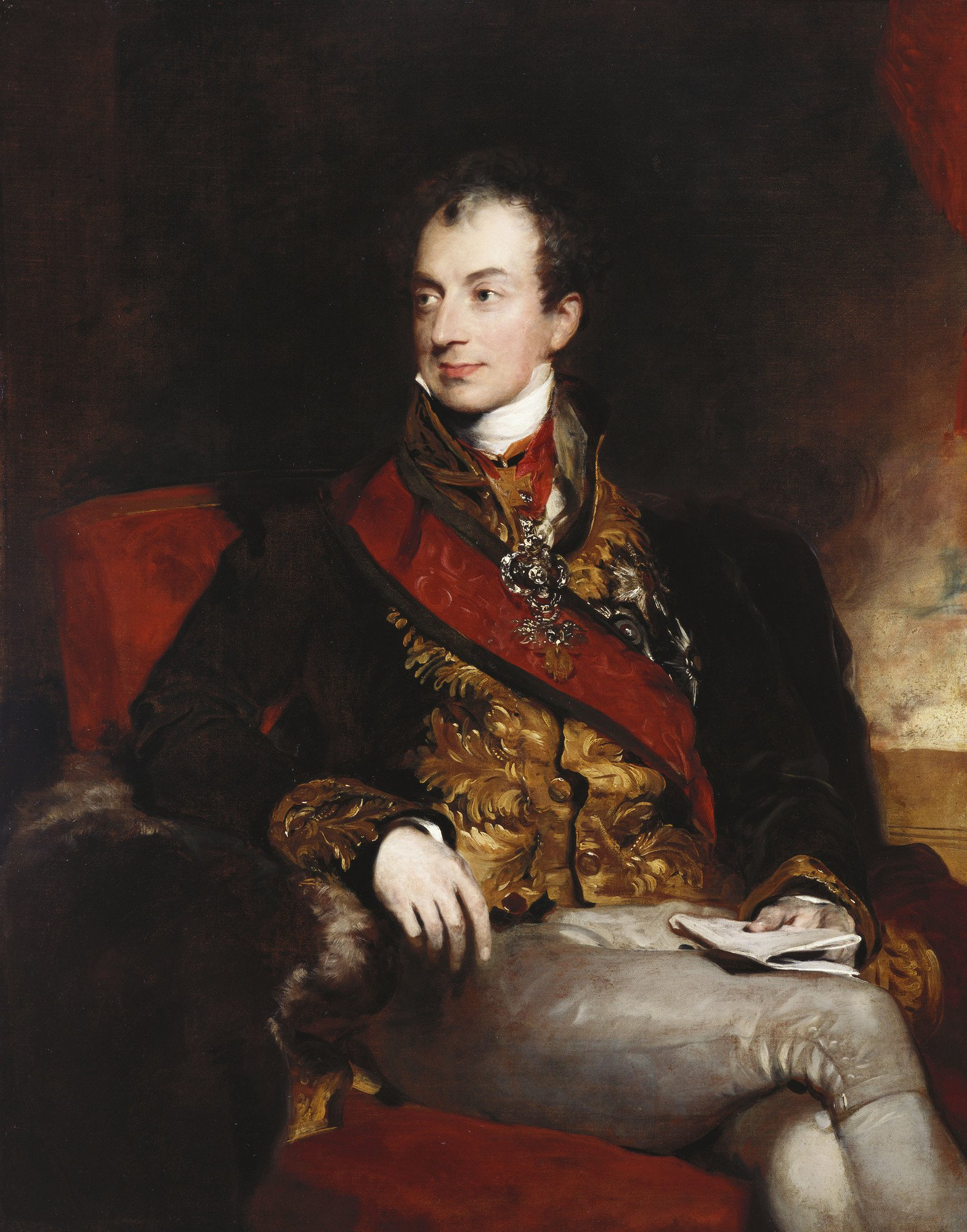
Князь фон Меттерніх, репродукція картини сера Томаса Лоуренса, бл. 1815 р.

### Європа
- Реставрація Стюартів, Англія, 1660–1688
- Реставрація Бурбонів, Франція, 1814/15–1830

У ширшому значенні під цим поняттям розуміють
- Доберезневий період у німецькомовних країнах, тобто добу після Віденського конгресу 1815 р.; рушієм цієї Реставрації був князь фон Меттерніх.

На цей самий період припадає і 
- Реставрація у Швейцарії (1814–1830).

Тенденції Реставрації в XIX ст. можна зауважити по всій Європі, за винятком Англії. Там вирішальна революція (Славна революція) відбулася вже 1688 р., тож на поч. XIX ст.  соціальні поступки виношувалися в формі робітничої боротьби і парламентських дебатів. 

### Японія
- Реставрація Кемму (1333-1336)
- Реставрація Мейдзі (1868)